# Christian Liberation Front
Die Christian Liberation Front (CLF) ist eine Menschenrechtsorganisation für die christliche Minderheit in Pakistan, die etwa 2 % der Bevölkerung ausmacht. Die CLF wurde 1985 vom katholischen Abgeordneten Shahbaz Bhatti in Faisalabad gegründet und von ihm bis zu seiner Ermordung 2011 geleitet. Die Organisation hat sich rasch in andere Städte ausgedehnt.
Die Motivation zur Gründung waren die nach dem Militärputsch 1977 erlassenen streng islamischen Gesetze, insbesondere die Blasphemie-Artikel 295 und 298 des Strafgesetzbuches (Penal code), die jede Kritik am Islam unter schwere Strafe bis zum Todesurteil stellt. Von rund 5000 Anklagen nach diesen international stark kritisierten Paragrafen entfallen etwa 10 % auf Christen, deren Verhaftung oft ohne genauere Untersuchung erfolgt. Die CLF bekämpft auch diskriminierende Artikel der Hadood Ordinances und deren frauenfeindliche Tendenzen. Sie setzt sich für bessere Frauenrechte ein, etwa gegen Zwangsheirat, Entführung, Belästigung und die Doppelmoral bei Anzeigen wegen Vergewaltigung. Zur Bekämpfung der Armut betreibt sie auch Garküchen. Auf jene in Lahore wurde im Juli 2010 ein Sprengstoffattentat verübt.
Die CFL kooperiert eng mit der Christian Solidarity International und bietet unter anderem juristische und Gefangenenhilfe sowie Unterstützung für die Opfer des islamistischen Terrors, der seit 2001 stark zugenommen hat. Juristen und einige Abgeordnete betreiben Lobbying für tolerantere Gesetze und verfassen entsprechende Eingaben an staatliche Stellen. Weitere Schwerpunkte sind die Medienarbeit für die Minderheiten und die Kooperationen mit internationalen Organisationen für Menschenrechte wie AI und CSI. Um 1990 wurde zusammen mit Organisationen der Hindus, Sikhs und Bahais die All Pakistan Minorities Alliance gegründet, die inzwischen ein landesweites Netz von Büros in 80 der 106 politischen Bezirke betreibt.